# Décennie 1920 aux échecs
 Chronologie des échecs - décennie 1920-1929

## Année 1920
- Göteborg : victoire de Richard Réti 9,5/13 devant Akiba Rubinstein 9/13 et Efim Bogoljubov 8/13
- Berlin : victoire de Gyula Breyer 6,5/9 devant Xavier Tartakover et Bogoljubov 5,5/9
- Tournoi de Hastings : victoire de Frederick Yates

- Russie soviétique : Alexandre Alekhine remporte le championnat de la République soviétique de Russie organisé à Moscou, tournoi considéré plus tard comme le premier championnat d’URSS (entité qui ne fut créée qu'en 1922)

- Création des Fédérations belge et italienne d’échecs
- Le jeune Samuel Reshevsky (8 ans) fait une tournée de simultanées en Europe

- Mort de Szymon Winawer
- Mort de Adolf Albin

## Année 1921
- Championnat du monde à La Havane : Après 27 ans de règne Emanuel Lasker cède son titre à José Raul Capablanca 5-9.

- Tournoi de Budapest : victoire d’Alekhine 8,5/11 devant Ernst Grünfeld 8/11
- Tournoi de Triberg : victoire d’Alekhine 7/8 devant Bogolioubov 5/8
- Tournoi de La Haye : victoire d’Alekhine 8,5/11 devant Tartakover 7/11

- Berlin : Alekhine bat Friedrich Sämisch (2-0) et annule face à Richard Teichmann (+2 -2 =2)

- Championnat des Pays-Bas : victoire de Max Euwe

- Création de la Fédération française des échecs le 20 mai

- décès de Gyula Breyer

## Année 1922
- Teplitz : victoire de  Richard Réti et Rudolf Spielmann 9/13
- Pystian : victoire de  Bogoljubov 15/18 devant Alekhine et Spielmann 14,5/18
- Vienne : victoire de Akiba Rubinstein 11,5/14 devant Tartakover 10/14
- Londres : victoire de  Capablanca 13/15 devant Alekhine 11,5/15 et Milan Vidmar 11/15
- Hastings : victoire de Rubinstein

## Année 1923
- Tournoi d’Ostrava : victoire de Lasker 10,5/13 devant Réti 9,5 et Ernst Grünfeld 8,5
- Carlsbad : victoire  ex æquo d'Alekhine, Bogolioubov et Géza Maróczy 11,5/17
- Tournoi de Hastings : victoire de Max Euwe

- Georges Renaud remporte le championnat de France (le 1er sous l’égide de la FFE)
- Petrograd : Romanovski remporte le 2e championnat d’URSS

- décès de Georg Marco
- décès de Semyon Alapine

## Année 1924
- Création de la Fédération internationale des échecs (FIDE).
- La première olympiade officieuse est organisée à Paris en juillet: 54 joueurs représentant 18 nations s'y affrontent.

- Tournoi de New York : victoire de Lasker 16/20 devant Capablanca 14,5/20 et Alékhine 12/20
- Tournoi de Meran : victoire de Grünfeld 10,5/13 devant Spielmann 8,5/13 et Rubinstein 8/13

- Bogoljubov remporte le 3e championnat d’URSS
- Atkins remporte le championnat d’Angleterre

- Marcel Duchamp est champion de Haute-Normandie

- décès de Curt von Bardeleben par défenestration, ancien champion d’Allemagne
- décès de Joseph Henry Blackburne à 82 ans
- décès de Eugène Chatard

## Année 1925
- Tournoi de Moscou : victoire de Bogoljubov  15,5/20 devant Lasker 14/20 et Capablanca 13,5/20
- Tournoi de Baden Baden : victoire d'Alekhine 16/20 devant Rubinstein 14,5/20
- Tournoi de Hastings  victoire d’Alekhine

Nice : Robert Crépeaux devient champion de France
- décès de Richard Teichmann
- décès de Amos Burn

## Année 1926
- Tournoi de Semmering victoire de Spielmann 13/17 devant Alekhine 12,5/17
- Tournoi de Dresde : victoire de Aaron Nimzowitsch 8,5/9 devant Alekhine 7/9
- Tournoi de Berlin : victoire de Bogoljubov 7/9

- À Amsterdam, en match Euwe est battu par Alekhine -3 +2 =5

- Biarritz : André Chéron devient champion de France.

- Création de la Fédération américaine des échecs
- Réalisation du film : Le Joueur d’échecs

## Année 1927
- Premier championnat du monde féminin remporté par Vera Menchik
- Championnat du monde à Buenos Aires : Capablance cède son titre à Alekhine (15,5 contre 18,5)
- Première olympiade à Londres, victoire de la Hongrie

- Tournoi de New York à 6 participants en quadruple tour :

1. Capablanca 14/20
2. Alekhine 11,5
3. Nimzowitsch 10,5
4. Vidmar 10
5. Spielmann 8
6. Marshall 6

- Tournoi de Kecskemét : victoire d'Alekhine devant Nimzowitsch et Steiner
- Tournoi de Hastings, victoire de Tartakover

- André Chéron remporte son deuxième championnat de France

- Alekhine prend la nationalité française

- décès de David Janowski

## Année 1928
- Tournoi de Berlin : victoire de Capablanca 10,5/13 devant Nimzowitsch 7/13 et Spielmann 6,5/13
- Tournoi de Budapest victoire de Capablanca 7/9 devant Marshall 6/9
- Deuxième Olympiade à La Haye

- Match à Amsterdam : Bogoljubov bat Euwe +3 -2 =5

- Mir Sultan Khan remporte le championnat des Indes
- Amédée Gibaud remporte le 6e championnat de France

## Année 1929
Championnat du monde:  Alekhine garde son titre face à Bogoljubov (15,5 contre 9,5)
- Tournoi de Carlsbad : Nimzowitsch remporte le tournoi 15/21 devant Capablanca et Spielmann 14,5/21 et Rubinstein 13,5/21
- Tournoi de Budapest : victoire de Capablanca 10,5/13 devant Rubinstein
- Tournoi de Hastings : victoire de Capablanca

- La Haye en match Bogolioubov bat Euwe (+2 -1 =7)

- Chéron remporte son troisième titre de champion de France à Saint-Claude
- Sultan Khan champion d’Angleterre

- décès de Réti emporté à 40 ans par la scarlatine.